# Condado de Strzelin
Condado de Strzelin (polaco: powiat strzeliński) é um powiat (condado) da Polónia, na voivodia da Baixa Silésia. A sede do condado é a cidade de Strzelin. Estende-se por uma área de 622,27 km², com 44 310 habitantes, segundo o censo de 2005, com uma densidade de 71,21 hab/km².

## Divisões admistrativas
O condado possui:
Comunas urbana-rurais: Strzelin, Wiązów
Comunas rurais: Borów, Kondratowice, Przeworno
Cidades: Strzelin, Wiązów

## Demografia
População (dados de 30 de Junho de 2005):
|          | Total   | Total | Mulheres | Mulheres | Homens  | Homens |
| -------- | ------- | ----- | -------- | -------- | ------- | ------ |
|          | pessoas | %     | pessoas  | %        | pessoas | %      |
| Total    | 44 310  | 100   | 22 493   | 50,8     | 21 817  | 49,2   |
| Cidades  | 14 456  | 100   | 7514     | 52       | 6942    | 48     |
| Povoados | 29 854  | 100   | 14 979   | 50,2     | 14 875  | 49,8   |